# Francisco José Pacheco
Pacheco  Torres est un nom espagnol. Le premier nom de famille, en général paternel, est Pacheco ; le second, en général maternel, souvent omis, est Torres.
Francisco José Pacheco Torres  (né le 27 mars 1982 à Valence) est un coureur cycliste professionnel espagnol.

## Biographie
Fin 2013, le coureur originaire de la Manche décide de mettre un terme à sa carrière de cycliste professionnel, longue de sept saisons. Il accepte une offre de la firme valencienne Gsport, pour être le représentant de la marque dans les régions de Madrid, Ciudad Real et Tolède. Le manque de propositions concrètes pour poursuivre l'a décidé à faire ce choix.
Ses meilleurs années, il les a disputées au sein de la formation portugaise Barbot. Il y fit des progrès notables, au point de s'illustrer en remportant bon nombre de courses. Cependant les résultats les plus remarquables, il les obtint en 2010, avec sa victoire au Circuit de Getxo (à l'issue d'un sprint massif) et avec sa médaille de bronze obtenue aux Championnats d'Espagne de Salamanque, en 2012. Échappé avec Francisco Mancebo et Francisco Ventoso, ce dernier lance le sprint alors que le peloton est à leurs trousses. Mancebo est avalé mais Ventoso réussit à conserver une longueur d'avance sur un peloton où seul Koldo Fernández réussit à remonter Pacheco qui termine troisième.

## Palmarès
- 2005
  - 3e du championnat d'Espagne du contre-la-montre élites
  - 3e du Tour de Cordoue
- 2006
  - 1re et 5e étapes du Tour d'Alicante
  - 1re étape du Tour de Navarre
  - 4e étape du Tour de León
  - 2e étape du Tour de Palencia (contre-la-montre par équipes)
  - 5e étape du Tour de Salamanque
  - 3e du Trophée Guerrita
- 2007
  - 2e étape du Tour du Portugal
- 2008
  - 2e et 3e étapes du Tour d'Albufeira
  - 3e et 5e étapes du Tour d'Estrémadure
  - 1re et 2e étapes du Grand Prix Abimota
  - 1re étape du Grand Prix International CTT Correios de Portugal
  - 4e et 5e étapes du Tour du Portugal
  - 2e étape du Grande Prémio Crédito Agrícola de la Costa Azul
  - 2e du Grand Prix Abimota
- 2010
  - Circuit de Getxo
- 2011
  - Champion de Castille-La Manche
- 2012
  - 3e du championnat d'Espagne sur route

## Résultats sur les grands tours

### Tour d'Espagne
- 2009 : 121e

## Classements mondiaux
| Année                  | 2005  | 2006 | 2007 | 2008 | 2009 | 2010 | 2011  | 2012 | 2013 |
| ---------------------- | ----- | ---- | ---- | ---- | ---- | ---- | ----- | ---- | ---- |
| Calendrier mondial UCI |       |      |      |      | 245e |      |       |      |      |
| UCI America Tour       |       |      |      |      |      | 222e |       |      |      |
| UCI Asia Tour          |       |      |      |      |      |      |       |      | 280e |
| UCI Europe Tour        | 1282e | 396e | 465e | 77e  | 225e | 131e | 1087e | 365e | 931e |